# Барасо
Бара̀со (на италиански: Barasso; на ломбардски: Baràs, Барас) е село и община в Северна Италия, провинция Варезе, регион Ломбардия. Разположено е на 401 m надморска височина. Населението на общината е 1669 души (към 2017 г.).